# Gonospora holoflora
Gonospora holoflora is een soort in de taxonomische indeling van de Myzozoa, een stam van microscopische parasitaire dieren. Het organisme komt uit het geslacht Gonospora en behoort tot de familie Urosporidae. Gonospora holoflora werd in 1998 ontdekt door Pomory & Lares.